# Quercus john-tuckeri
Quercus john-tuckeri Nixon & C.H.Müll. – gatunek roślin z rodziny bukowatych (Fagaceae Dumort.). Występuje naturalnie w południowo-zachodnich Stanach Zjednoczonych – w Kalifornii. 

## Morfologia
PokrójZimozielony lub częściowo zimozielony krzew dorastający do 1–3 m wysokości. Kora jest łuszcząca się i ma szarawą barwę.
LiścieBlaszka liściowa jest nieco skórzasta i ma kształt od odwrotnie jajowatego do eliptycznego. Mierzy 15–30 cm długości oraz 10–15 cm szerokości, jest nieregularnie ząbkowana na brzegu, ma nasadę od uciętej do nieco zaokrąglonej i ostry wierzchołek. Ogonek liściowy jest nagi i ma 1–4 mm długości.
OwoceOrzechy zwane żołędziami o kształcie od jajowatego do wrzecionowatego, dorastają do 20–30 mm długości. Osadzone są pojedynczo w miseczkach o półkulistym czy odwrotnie stożkowatym kształcie lub w formie kubka, które mierzą 5–7 mm długości i 10–15 mm średnicy.

## Biologia i ekologia
Rośnie w lasach mieszanych, chaparralu oraz zaroślach. Występuje na wysokości od 900 do 2000 m n.p.m.